# Claude River
Claude River är ett vattendrag i Australien. Det ligger i delstaten Queensland, omkring 670 kilometer nordväst om delstatshuvudstaden Brisbane.
I omgivningarna runt Claude River växer huvudsakligen savannskog. Trakten runt Claude River är nära nog obefolkad, med mindre än två invånare per kvadratkilometer.  Genomsnittlig årsnederbörd är 797 millimeter. Den regnigaste månaden är januari, med i genomsnitt 137 mm nederbörd, och den torraste är augusti, med 20 mm nederbörd.